# 拳銃無頼帖 明日なき男
『拳銃無頼帖 明日なき男』（けんじゅうぶらいちょう あすなきおとこ）は、1960年12月3日に公開された日本の映画である。監督は野口博志。主演は赤木圭一郎。日活制作。

## 概要
拳銃無頼帖シリーズ第4作で最終作。
岐阜を舞台に、ヤクザの罠にはまりかけた竜四郎が、そのヤクザとつるんでいる麻薬組織と勝負を賭ける。
封切り時の併映作品は以下の通り。
- 刑事物語・犯行七分前（監督：小杉勇）
- 雨に咲く花（監督：中島義次）
- 都会の空の用心棒（監督：野村孝）

## キャスト
- 壇竜四郎： 赤木圭一郎
- 有村道子：笹森礼子
- コルトの譲：宍戸錠
- 尾塚：山田禅二
- 三島：郷鍈治
- サブ：木下雅弘
- 警官：宮崎準
- 犬丸：河野弘
- 高文明：雪丘恵介
- 岐阜県警捜査主任：深水吉衛
- 辻堂の殺し屋：八代康二
- 留置所の看守：二木草之助
- 猿渡：花村典克（花村彰則）
- 楊：黒田剛
- 宗：衣笠一夫（衣笠真寿男）
- 岐阜県警刑事：緑川宏
- 辻堂の殺し屋：英原穣二
- トラック運転手：伊豆見雄（伊豆見英輔）
- 辻堂の殺し屋： 柴田新（柴田新三）、玉井謙介
- 荷物預所の係員：今村弘
- 鉄：古田祥
- キャバレーのバーテン：松丘清司
- 辻堂の殺し屋：島村謙二（島村謙次）
- 有村家の女中： 鈴村益代
- 列車の車掌：今川英二
- トラ：若松俊二郎
- クマ：志方稔
- ガン：式田賢一
- カメ：荒木良平
- 有村の子分：里実（大門実）
- 技斗：高瀬将敏
- スミ：南田洋子
- 有村： 藤村有弘
- 辻堂： 水島道太郎

## スタッフ
- 監督：野口博志
- 企画：浅田健三
- 原作：城戸禮（別冊週刊大衆所載）
- 構成：松浦健郎
- 脚本：松浦健郎、朝島靖之助
- 撮影：藤岡粂信
- 照明：森年男
- 録音：宮永普
- 美術：小池一美
- 編集：辻井正則
- 助監督：宮野高
- 音楽：山本直純
- 主題歌：赤木圭一郎「明日なき男」（作詞：水木かおる 作曲：藤原秀行）
- イメージソング：赤木圭一郎、宍戸錠「トニーとジョー」（作詞：滝田順 作曲：藤原秀行）